# Санта-Мария-ин-Монтесанто (титулярная церковь)
Титулярная церковь Санта-Мария-ин-Монтесанто (лат. Titulus Sanctae Mariae in Monte Sancto) — титулярная церковь была создана Папой Франциском 30 сентября 2023 года. Титулярная церковь принадлежит базилики Санта-Мария-ин-Монтесанто, расположенной в районе Рима Кампо-Марцио, на южной стороне Пьяцца-дель-Пополо между улицами виа дель Бабуино и виа дель Корсо, по адресу виа дель Бабуино 198.

## Список кардиналов-священников титулярной церкви Санта-Мария-ин-Монтесанто
- Протасе Ругамбва — (30 сентября 2023 — по настоящее время).